# The Oyster Dredger
The Oyster Dredger er en amerikansk stumfilm fra 1915 af Lon Chaney.

## Medvirkende
- J. Warren Kerrigan som Jack.
- Vera Sisson som Vera.
- William Quinn.
- Lon Chaney.